# The Catalyst
"The Catalyst" là bài hát của ban nhạc rock nước Mỹ Linkin Park, phát hành ngày 2 tháng 8 năm 2010 làm đĩa đơn mở đầu cho album phòng thu thứ tư của nhóm, A Thousand Suns, được phát hành ngày 8 tháng 9 năm 2010. Video âm nhạc cho bài hát, được đạo diễn bởi tay đẩy đĩa Joe Hahn, đã được phát hành ngày 25 tháng 8 năm 2010.

## Video âm nhạc

Một hình chụp phía sau máy quay của video âm nhạc, cho thấy ca sĩ chính Chester Bennington và Mike Shinoda, tay guitar chính Brad Delson và tay bass Dave "Phoenix" Farrell ném bột màu vào lẫn nhau.

Video âm nhạc cho bài hát đã được quay tháng 7 năm 2010 và do Joe Hahn đạo diễn. Video bắt đầu được phát hành ngày 26 tháng 8 năm 2010. Theo như Joe Hahn, video được lấy cảm hứng từ J. Robert Oppenheimer, cũng như đề cập đến Bhagavad Gita và ngày tận thế trong Kinh thánh. Đây cũng là 3 chủ đề được sử dụng trong album. Trong lúc suy nghĩ ý tưởng cho video, Hahn đã tưởng tượng ra viễn cảnh sẽ thế nào khi nhân loại phải chấp nhận số phận của mình trong một tình cảnh tuyệt vọng.
Video bắt đầu bằng một màn khói dày đặc màu xanh lá cây và Mike mặc chiếc áo trùm hát trong chiếc ô tô đen. Video có cảnh nhiều người nổi loạn. Nhóm nhạc biểu diễn bài hát trong một tòa nhà bỏ hoang. Chester hát ở trong một chiếc bể nước. Khá nhiều người đeo mặt nạ chống khí độc xuất hiện trong video. Cuối video, những người nổi loạn đàn áp những kẻ đeo mặt nạ và ném màu thực phẩm vào nhau. Video kết thúc bằng cảnh máy quay ngược Chester đang nằm trong nước. Ngoài ra trong video, Mike xuất hiện với tấm kính ô tô bị vỡ và có chữ Hybrid Theory được viết ở trên.
Video đã được phát hành trên kênh YouTube chính thức của họ vào ngày 25 tháng 8 năm 2010.
Đến tháng 3 năm 2021, bài hát đã có hơn 202 triệu lượt xem YouTube.

## Cover
Pendulum đã cover bài hát vào ngày 22 tháng 9 năm 2010 trên kênh BBC Radio 1 trong chương trình Live Lounge.

## Đón nhận
"The Catalyst" chủ yếu được các nhà phê bình đón nhận tích cực. Jason Lipshutz từ Billboard đã gọi bài hát là một "bản quốc ca kích động gần 6 phút", nhấn mạnh lên sự chuyển hóa từ electronica sang một bản dirge chậm vào giữa bài hát. Ông bổ sung thêm nó gợi nhớ đến phần đồng ca của Muse và bình luận chính trị từ Green Day, chúng đã được ban nhạc kết hợp để tạo ra "một sự chuyển hóa độc nhất, nếu không muốn nói có phần kỳ cục, từ bản techno luyến láy sang một bản rock hừng hực". Jason Treuen từ The Music Network, trong bài đánh giá A Thousand Suns, đã gọi bài hát là "kết tinh tốt nhất của Linkin Park bản 2.0", và kết luận rằng "Nếu [album] là một bộ phim, đây sẽ là cảnh chiến đấu thắng lợi.". Tờ New York Post đã gọi tên "The Catalyst" là bài hát hay đứng thứ 139 của năm 2010, gọi nó là "Một bản electronic say sưa chuyển hóa thành một bản ballad mạnh mẽ."

## Danh sách ca khúc
Tất cả ca khúc được sáng tác và biên soạn bởi Linkin Park.
| Đĩa đơn CD | Đĩa đơn CD          | Đĩa đơn CD |
| STT        | Nhan đề             | Thời lượng |
| ---------- | ------------------- | ---------- |
| 1.         | "The Catalyst"      | 5:44       |
| 2.         | "New Divide" (Live) | 4:55       |

| Nhạc số | Nhạc số        | Nhạc số    |
| STT     | Nhan đề        | Thời lượng |
| ------- | -------------- | ---------- |
| 1.      | "The Catalyst" | 5:42       |

| Đĩa đơn remix của NoBraiN | Đĩa đơn remix của NoBraiN            | Đĩa đơn remix của NoBraiN |
| STT                       | Nhan đề                              | Thời lượng                |
| ------------------------- | ------------------------------------ | ------------------------- |
| 1.                        | "The Catalyst" (hợp tác với NoBraiN) | 4:22                      |

| iTunes EP | iTunes EP                                        | iTunes EP  |
| STT       | Nhan đề                                          | Thời lượng |
| --------- | ------------------------------------------------ | ---------- |
| 1.        | "The Catalyst"                                   | 5:42       |
| 2.        | "The Catalyst" ("Bobby Bloomfield" DIOYY? Remix) | 3:06       |
| 3.        | "The Catalyst" (King Fantastic Remix)            | 4:04       |
| 4.        | "The Catalyst" (hợp tác với DJ Endorphin)        | 5:00       |
| 5.        | "The Catalyst" (hợp tác với Cale Pellick)        | 3:31       |

| Đĩa đơn CD radio quảng cáo | Đĩa đơn CD radio quảng cáo      | Đĩa đơn CD radio quảng cáo |
| STT                        | Nhan đề                         | Thời lượng                 |
| -------------------------- | ------------------------------- | -------------------------- |
| 1.                         | "The Catalyst" (Bản Radio)      | 4:44                       |
| 2.                         | "The Catalyst" (Bản Album)      | 5:43                       |
| 3.                         | "The Catalyst" (Pendulum Remix) | 4:20                       |

## Xếp hạng
| Bảng xếp hạng (2010)                    | Vị trí cao nhất |
| --------------------------------------- | --------------- |
| Úc (ARIA)                               | 33              |
| Áo (Ö3 Austria Top 40)                  | 18              |
| Bỉ (Ultratop 50 Flanders)               | 6               |
| Bỉ (Ultratop 50 Wallonia)               | 9               |
| Canada (Canadian Hot 100)               | 28              |
| Cộng hòa Séc (Rádio Top 100)            | 19              |
| European Hot 100 Singles                | 29              |
| Đức (GfK)                               | 11              |
| Hungary (Single Top 40)                 | 8               |
| Hà Lan (Single Top 100)                 | 95              |
| New Zealand (Recorded Music NZ)         | 27              |
| Scotland (OCC)                          | 40              |
| Slovakia (Rádio Top 100)                | 46              |
| Thụy Điển (Sverigetopplistan)           | 31              |
| Thụy Sĩ (Schweizer Hitparade)           | 29              |
| Anh Quốc (OCC)                          | 40              |
| Anh Quốc Rock and Metal (OCC)           | 1               |
| Hoa Kỳ Billboard Hot 100                | 27              |
| US Billboard Rock Songs                 | 1               |
| US Billboard Alternative Songs          | 1               |
| US Billboard Hot Mainstream Rock Tracks | 12              |

### Xếp hạng cuối năm
| Bảng xếp hạng (2010)        | Vị trí |
| --------------------------- | ------ |
| Japanese Top 100            | 96     |
| Billboard Alternative Songs | 40     |
| Billboard Rock Songs        | 40     |

### Chứng nhận
| Quốc gia                                 | Chứng nhận | Số đơn vị/doanh số chứng nhận |
| ---------------------------------------- | ---------- | ----------------------------- |
| Hoa Kỳ (RIAA)                            | Gold       | 500.000*                      |
| * Chứng nhận dựa theo doanh số tiêu thụ. |            |                               |